# Шампиње
Шампиње (фр. Champigné) насеље је и општина у западној Француској у региону Лоара, у департману Мен и Лоара која припада префектури Сегре.
По подацима из 2011. године у општини је живело 2064 становника, а густина насељености је износила 90,93 становника/km². Општина се простире на површини од 22,7 km². Налази се на средњој надморској висини од 43 метара (максималној 80 m, а минималној 21 m).

## Демографија
| 1962. | 1968. | 1975. | 1982. | 1990. | 1999. | 2011. |
| ----- | ----- | ----- | ----- | ----- | ----- | ----- |
| 1.048 | 1.071 | 1.240 | 1.436 | 1.461 | 1.501 | 2.064 |

График промене броја становника у току последњих година